# Les Moles (Vandellòs i l'Hospitalet de l'Infant)
Les Moles és una muntanya de 714 metres que es troba al municipi de Vandellòs i l'Hospitalet de l'Infant, a la comarca catalana del Baix Camp.